# Corpus (Bernini)
Corpus (Telo) je bronasta skulptura križanega Jezusa, ki visi na križu, v naravni velikosti Giana Lorenza Berninija. Ulit leta 1650. Za umetnika je bila to posebna skulptura. To je poudarjeno z dejstvom, da se je delo držal 25 let. Gladka površina skulpture, dejstvo, da je bila narejena iz brona in v naravni velikosti Jezusa, jo uvrščajo med eno največjih skulptur, ki jih je kdaj izdelal.
Corpus velja za eno od umetnikovih »zdavnaj izgubljenih mojstrovin«. Menijo, da je Bernini oddal tri različice Corpusa. Ena različica je bila uničena med francosko revolucijo v poznem 18. stoletju, ena je pripadala uradni zbirki španske kraljeve družine in zdaj visi v El Escorialu, ena pa je bila posneta v regiji Perugia v Italiji leta 1790, preden je izginila. Dolgo se je verjelo, da je različica v El Escorialu edina obstoječa skulptura Corpus od treh, ki jih je izdelal Bernini v 1650-ih.
Dolgo se je verjelo, da je Corpus, ki je bil podarjen Art Gallery of Ontario v Torontu, ulil neznan francoski umetnik. Leta 2004 je bil po novih znanstvenih študijah dela Corpus pripisan Berniniju, ki je skulpturo ulil za svojo osebno zbirko.
Potem ko je bil »izgubljen« več kot sto let, se je Corpus leta 1908 pojavil v Benetkah. Kaj se je zgodilo po tem, ostaja nekoliko nejasno, vendar ga je v nekem trenutku pridobil ameriški trgovec z umetninami, tako da je odpotoval v Združene države, vendar je bil do takrat napačno identificiran kot delo Giambolognova šola. Na dražbi leta 1975 ga ni uspelo prodati za zelo nizko ceno 200 dolarjev. Šele leta 2002 je bil priznan kot Bernini. In vse do leta 2005 je trajalo, da je bila provenienca dokončno in neposredno povezana z Berninijem.
Januarja 2007 se je nepremičninski razvijalec Murray Frum iz Toronta pogajal za nakup skulpture od trgovca z umetninami v Združenih državah Amerike, nato pa je skulpturo podaril Umetnostni galeriji v Ontariu. Bila je najdragocenejša od 80 umetnin, ki jih je podaril muzeju. Zanimivo je, da je zgradil tudi galerijo, v kateri so trenutno shranjene njegove donacije. 
Corpus naj bi bil na trenutnem umetniškem trgu vreden 50 milijonov dolarjev.